# Iudeo-bolșevism

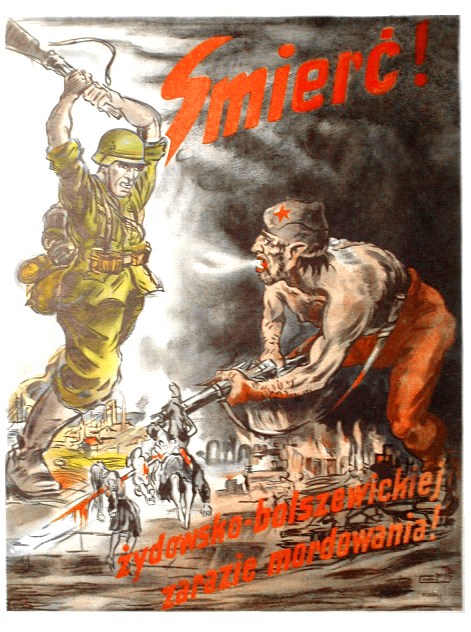
Poster de propagandă nazist intitulat "Moarte Epidemiei criminale de Iudeo-Bolșevism".

Iudeo-bolșevismul (în limba poloneză: Żydokomuna) este o noțiune antisemită care are scopul de a expune comunismul ca o unealtă a unui complot mondial evreiesc.
Statutul inferior impus evreilor din Europa, discriminarea lor economică și prigonirea religioasă au întreținut la evrei sentimente de nemulțumire, în mod asemănător cu alte minorități aflate vreodată în situații similare. În aceste împrejurări, după ieșirea din ghetouri, deseori tineri evrei au fost tentați să se alăture unor mișcări revoluționare din rândul popoarelor lângă care trăiau, și să participe la încercările de schimbare a regimurilor politice și sociale cu speranța că un nou tip de societate și de guvernare le vor oferi o viață mai bună și mai onorabilă. Din aceste motive au fost mulți evrei care au privit cu simpatie Marea Revoluție Franceză și revoluțiile de la 1848, însuflețite de lozincile de „Libertate, Egalitate, Fraternitate”. Din aceleași motive au fost mulți evrei și printre primii revoluționari liberali, socialiști, social-democrați, comuniști și anarhiști, printre activiștii sindicaliști, feminiști, și pentru drepturi civile ale minorităților etnice, rasiale, sexuale și ale altor pături oprimate. 
În același timp, marea masă de evrei a fost atrasă cu timpul de mișcări politice devenite mai conformiste, convenționale sau „main stream” (liberale, conservatoare, social democrate, etc), în măsura în care acestea li s-au adresat, în mod asemănător cu majoritatea locuitorilor țărilor în care trăiau. E tot atât de puțin relevant faptul că în mișcarea comunistă a unei epoci evreii erau reprezentați într-o pondere mai mare decât majoritățile în mijlocul cărora trăiau, ca și faptul că evreii au fost supra-reprezentați în științe sau în anumite meserii, sau faptul că tot evreii au fost supra-reprezentați în multe țări în perioada de trecere de la o societate feudală la una burgheză modernă în meserii care simbolizau capitalismul prin excelență, precum cămătarul, comerciantul, cârciumarul, arendașul sau bancherul: pentru toate aceste situații cu alură de "anomalie" sau curiozitate istorică există explicații care țin de istoria comunității evreiești europene și a popoarelor în mijlocul cărora aceștia au trăit.  
Noțiunea iudeo-bolșevismului a apărut după Revoluția din Octombrie, pe baza faptului că mulți fruntași comuniști erau de origine evreiască. Comuniștii de origine evreiască uneori renegau religia mozaică a familiei lor ca și naționalismul evreiesc, așa cum cerea ideologia comunistă, care se voia atât atee cât și internaționalistă, însă cercurile antisemite care promovau noțiunea de iudeo-comunism împrăștiau ideea conform căreia comunismul este un complot al "iudaismului internațional". 
Filosoful Karl Popper vede teoriile privind existența unui complot mondial evreiesc (între care se înscrie și tema „iudeo-bolșevismului”) ca un produs al unei reprezentări diabolice a istoriei, o laicizare a superstițiilor religioase.